# Târgu Jiu

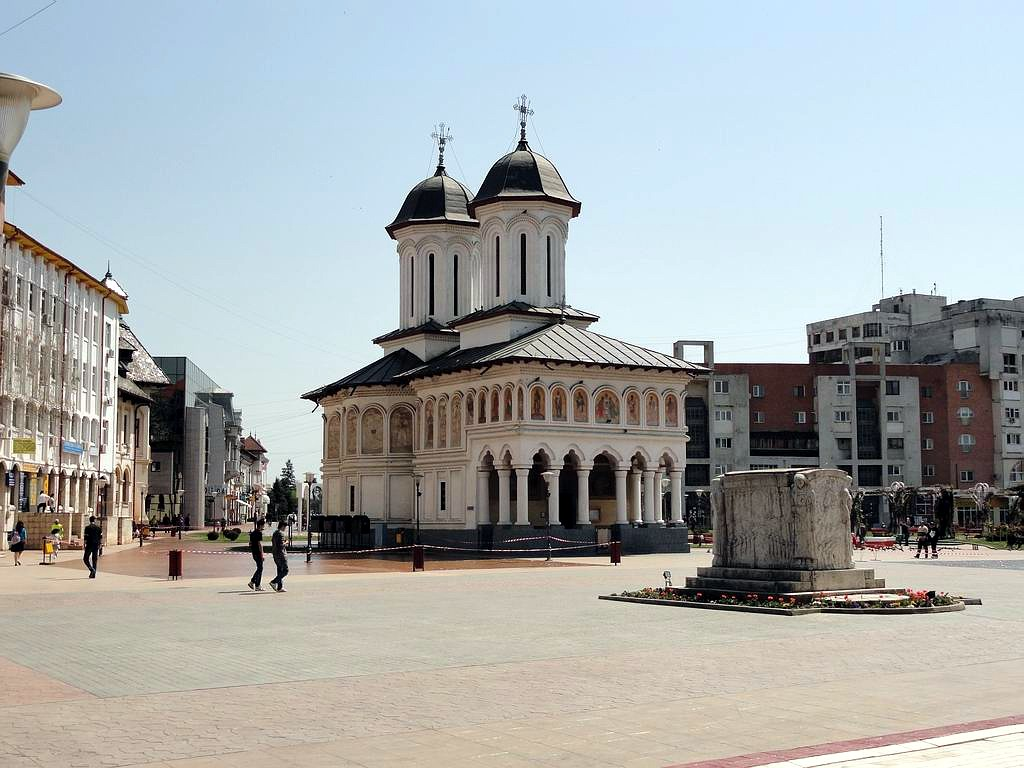
Torg med kyrka i Târgu Jiu.

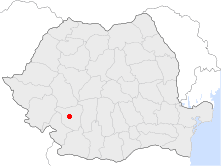
Stadens läge i Rumänien.

Târgu Jiu är en stad i sydvästra Rumänien. Târgu Jiu är residensstad i länet (județet) Gorj i regionen Oltenien. Staden hade 82 504 invånare enligt folkräkningen 2011.
Staden är bland annat känd för monumentalskulpturen Ändlös kolonn, utförd 1937-1938 av Constantin Brâncuși.